# Le Temple-de-Bretagne
Le Temple-de-Bretagne (bretonisch: Templ-Breizh) ist eine französische Gemeinde mit 2.005 Einwohnern (Stand: 1. Januar 2022) im Département Loire-Atlantique in der Region Pays de la Loire. Sie gehört zum Arrondissement Nantes und ist Teil des Kantons Blain.
Die Einwohner werden Templiers genannt.

## Geographie
Le Temple-de-Bretagne liegt etwa 20 Kilometer nordwestlich von Nantes auf dem Berghügel des Sillon de Bretagne.

### Nachbargemeinden
Umgeben ist Le Temple-de-Bretagne von den Nachbargemeinden Fay-de-Bretagne im Norden, Vigneux-de-Bretagne im Osten, Cordemais im Süden und Südwesten sowie Malville im Westen und Nordwesten. 

## Geschichte
Der Templerorden, der 1118 gegründet wurde, begründete hier im 12./13. Jahrhundert eine Kommende.

### Bevölkerungsentwicklung
| Jahr      | 1962 | 1968 | 1975 | 1982 | 1990 | 1999 | 2006 | 2017 |
| Einwohner | 539  | 519  | 612  | 1009 | 1420 | 1557 | 1768 | 1967 |

## Sehenswürdigkeiten
- Kirche Saint-Léonard
- Kapelle Notre-Dame de toutes Vertus
- Kreuz der Kommende